# Essoessam
Ossoessam est un village du Cameroun situé dans le département du Nyong-et-So'o et la Région du Centre, au carrefour des routes vers Mbalmayo, Lolodorf et Metomba. Il fait partie de la commune de Mengueme.

## Population
En 1963, Ossoessam comptait 723 habitants, essentiellement les Enoa et les Ngoe. La localité disposait alors d'un poste agricole, d'un marché mensuel, d'un dispensaire, d'une école et d'une mission catholiques.
Lors du recensement de 2005, on y a dénombré 1 012 personnes.
C'est le village du journaliste Paulin MBALLA ayant exercé à la RTS ( Radio Siantou) entre 2002 et 2011 et Voxafrica entre novembre 2011 et novembre 2014. Aujourd'hui installé en France.